# Heather A. Knutson
Heather A. Knutson es una astrofísica estadounidense. Es profesora del Instituto de Tecnología de California en la División de Ciencias Geológicas y Planetarias. Su investigación se centra en el estudio, composición y formación de los exoplanetas. Fue galardonada con el premio Newton Lacy Pierce en Astronomía de la American Astronomical Society en 2012 por su trabajo en atmósferas exoplanetarias, y el premio Presidencial de Carrera Temprana para Científicos e Ingenieros en 2019.
La revista Popular Science la describió como «la primera meteoróloga de exoplanetas que determina la temperatura local, el clima e incluso la composición de la atmósfera».

## Trayectoria
Como estudiante en el departamento de física de la Universidad Johns Hopkins, Knutson trabajó a tiempo parcial como pasante en el Space Telescope Science Institute. En 2004, se graduó con un bachillerato en física con honores departamentales y universitarios.
Defendió su tesis doctoral en 2009, y obtuvo su doctorado en astronomía de la Universidad de Harvard en ese mismo año. Uno de sus descubrimientos fue que aproximadamente la mitad de los sistemas que albergan planetas gaseosos y gigantes tienen compañeros masivos distantes orbitándolos, un resultado que respalda aún más la idea de la migración planetaria en la formación de jupiteres calientes.

## Premios
- Beca de investigación de posgrado de la Fundación Nacional para la Ciencia, 2004[8]
- Beca al mérito de Harvard, 2008
- Premio Bart J. Bok del Centro Harvard-Smithsoniano de Astrofísica, 2012
- Premio Annie Jump Cannon en Astronomía de la American Astronomical Society, 2013[9][10]
- Premio CAREER de la Fundación Nacional para la Ciencia (Facultad de desarrollo profesional temprano), 2016
- Alfred P. Sloan Research Fellow en Física, 2015[11]
- Premio Newton Lacy Pierce en Astronomía de la American Astronomical Society, 2015[12]
- Premio Presidencial de Carrera Temprana para Científicos e Ingenieros (PECASE, por sus siglas en inglés), 2019[3]